# Sinusová tachykardie

EKG u sinusové tachykardie

Sinusová tachykardie je odchylka od normálního srdečního rytmu, při které dochází k jeho zrychlení nad 100 tepů za minutu.  Srdeční rytmus vychází normálně ze sinoatriálního uzlu, jde tedy o sinusový rytmus.

## Výskyt a klinický význam
Sinusová tachykardie se zcela běžně vyskytuje u řady fyziologických stavů. Sinoatriální uzel je pod vlivem vyšší nervové činnosti, regulace probíhá cestou sympatického a parasympatického nervového systému. Stavy, které vedou k podráždění sympatiku, vedou ke zvýšení rychlosti spontánní depolarizace v sinoatriálním uzlu a tím k vyšší frekvenci. Dochází k tomu například u fyzické námahy, stresu, rozrušení a podobně. Je také běžnou reakcí na zrychlení metabolizmu u zvýšené tělesné teploty (na vzestup teploty o jeden stupeň připadá zvýšení frekvence asi o 10/min) či při nadměrné funkci štítné žlázy (thyreotoxikóze), dalších stavech, které vedou ke stimulaci oběhu (tzv. hyperkinetická cirkulace), např. v těhotenství či při chudokrevnosti, reakcí na snížení objemu tekutiny v cévním řečišti jako projev snahy o kompenzaci a udržení oběhu (dehydratace, šokové stavy při těžším krvácení, sepsi či těžké alergické reakci). Také je kompenzačním mechanizmem při srdečním selhání z nejrůznějších příčin. Rovněž řada léků a návykových látek může vést v normálních dávkách a zejména při předávkování k sinusové tachykardii, podobně také stavy při odnětí některých návykových látek (abstinenční syndrom). Z léků jsou příkladem atropin, adrenalin, efedrin, theofylinové deriváty, některé kalciové blokátory, z návykových látek alkohol či kofein ve vyšších dávkách, kokain nebo metamfetamin.
Sinusová tachykardie je tedy obecnou reakci na zátěžovou situaci v organismu s širokým spektrem možných vyvolávajících stavů.

## Vyšetření
Elektrokardiografie (EKG) slouží k odlišení sinusové tachykardie od jiných klinicky významnějších rychlých arytmií. Na EKG křivce je zaznamenán rychlý pravidelný rytmus s normální vlnou P (odpovídá aktivitě předsíní) následovanou komplexem QRS (odpovídá aktivitě komor srdečních). U velmi rychlé sinusové tachykardie případně nemusí být vlna P zřetelná, splývá s komplexy QRS. Další vyšetření se zaměřuje především na zjištění příčiny. Tato vyšetření vychází z celkového stavu nemocného, základního vyšetření klinického, laboratorního apod.

## Léčba
Zaměřuje se na ovlivnění základního vyvolávajícího onemocnění, případně úpravu dávkování léků apod.
Léčbu antiarytmiky si vyžadují jen specifické případy sinusové tachykardie. Sem řadíme
- syndrom neadekvátní sinusové tachykardie - projevuje se trvalou klidovou, zpravidla mírnou tachykardií vystupňovanou zátěží v nepřítomnosti jiného vyvolávajícího onemocnění. Vyskytuje se u osob s přirozeně vyšším tonem sympatiku.
- syndrom posturální tachykardie - klidová frekvence srdeční je v normě, ale při mírné zátěži, například po postavení, nemocný reaguje neadekvátním vzestupem srdeční frekvence

V těchto případech se zkouší menší dávky betablokátorů, zcela výjimečně je nutná katetrizační radiofrekvenční ablace.